# Maximilian Mörlin
Maximilian Mörlin (* 14. Oktober 1516 in Wittenberg; † 20. April 1584 in Coburg) war evangelischer Theologe, Hofprediger, Superintendent in Coburg und Reformator.

## Leben
Er wuchs zusammen mit seinem älteren Bruder Joachim Mörlin als Sohn des Professors für Philosophie an der Universität Wittenberg Jodok Mörlin auf. Aufgrund der Bauernunruhen 1525 floh er im Alter von 9 Jahren zusammen mit seinem Bruder nach Konstanz. Nach einer harten Jugend, in der er das Schneiderhandwerk erlernte, wandte er sich dem Gelehrtenberuf zu. 1533 folgte er Joachim zum Studium in Wittenberg und erlangte dort am 19. September 1538 die Magisterwürde. Mörlin stand unter dem Einfluss Martin Luthers und vor allem Philipp Melanchthons. In einem Schreiben vom 6. August 1539 von Luther äußert sich dieser besonders wohlwollend zu Mörlin und empfiehlt Justus Jonas seine Anstellung ausdrücklich. 1539 war er Pfarrer in Pegau, in Zeitz und 1543 in Schalkau. Auf Empfehlung seiner Lehrer kam er 1544 als Hofprediger nach Coburg und visitierte hier im Auftrag des Herzogs Kirchen und Schulen.
Nachdem er 1546 unter Caspar Cruciger dem Älteren in Wittenberg zum Doktor promoviert hatte, ernannte man ihn am 18. Juni 1548 zum Superintendenten. Das Coburger Bürgerrecht erwarb er bereits im September 1547 sowie 9 Jahre später (1556) vom Stadtrat eine „steinerne Kemnate“ in der heutigen Neugasse 1. In den theologischen Auseinandersetzungen der Zeit stand er zunächst auf Seiten des Matthias Flacius. Er betrieb die Verurteilung des Justus Menius, nahm 1557 am Wormser Colloquium teil und verfasste 1559 zusammen mit Simon Musaeus und Johann Stössel das Weimarer Konfutationsbuch, das für die thüringische Kirche verpflichtend wurde. Herzog Johann Friedrich der Mittlere nahm ihn auch nach Heidelberg mit, um zu verhindern, dass sein Schwiegervater zum Reformiertentum übertrat. Das Heidelberger Abendmahlsgespräch, an dem er vom 3.–4. Juli 1560 beteiligt war, blieb erfolglos.
Vom radikalen Kurs, den indessen Flacius einschlug, distanzierte sich der von den Philippisten beeinflusste Mörlin. Er kämpfte gegen Andreas Osiander und half 1556 in der Markgrafschaft Baden-Durlach die Reformation durchzusetzen. Als geistlicher Assessor des Weimarer Konsistoriums plädierte er 1561 zum Frieden im Sinne der vermittelnden Theologie Melanchthons. In Jena führte er als Prokanzler und Vizedekan 1564 die erste theologische Promotion durch und beförderte Stössel vom Magister in den akademischen Grad eines Doktors.
Herzog Johann Wilhelm, selbst Anhänger des Flacius, vertrieb Mörlin 1569 aus dem Lande. Er wurde nach Dillenburg als Generalsuperintendent berufen und unternahm bereits im gleichen Jahr Kirchenvisitationen. Später ging er nach Siegen, wo er seine Richtung gegen die reformistischen Bestrebungen vertrat. Hierbei wird er als „sehr eifriger Lutheraner, unbiegsam und etwas intolerant“ beschrieben. 1573 kehrte er erfolglos aus Siegen nach Coburg zurück, um in seine früheren Ämter eingesetzt zu werden. Er entließ die Gnesiolutheraner und machte seinen Einfluss in der Formula Concordiae und ihrer Wirkung geltend. Im Februar 1576 nahm er am Lichtenbergischen Konvent sowie kurz darauf im Juni am Torgauischen Konvent teil.
Mörlin erwarb sich Bedeutung als Prediger und Vertreter des Kirchenregimentes. Er verstarb am 20. April 1584 um 2 Uhr morgens und wurde am 22. April 1584 mit einer Leichenpredigt des Superintendenten von Heldburg, Johann Frey, in Coburg bestattet. Das von Johann Hofer zu seinen Ehren errichtete Epitaph ist nicht mehr überliefert.

## Ehe und Nachkommen
Seine erste Ehe schloss er 1541 in Zeitz mit Ursula Rosenthaler (1519–1580) aus Nürnberg. Aus dieser Ehe gingen vierzehn Kinder hervor, darunter die Tochter Helena (1541–1622), welche 1561 Daniel Langer, einen Sohn des Johannes Langer, ehelichte. Nach dem Tod seiner ersten Ehefrau heiratete er 1581 Anna Rhau († 31. März 1584), die Witwe des Coburger Rektors Johann Weißgerber und Tochter des Wittenberger Buchdruckers Georg Rhau. Die zweite Ehe blieb kinderlos.

## Werke
- Propositiones Petri Malvendae propositae in Colloquio Ratisponensi. Anno 1546. His oppositae propositiones verae disputatae Vitebergae à M. Maximiliano Mauro Vitebergensi docente Euangelium in aula Illustrissimi Ducis Saxoniae Iohannis Ernesti etc. Creutzer, Wittenberg 1546. (Digitalisat)
- Apophtegmata, sive scite et pie dicta, collecta ex Eusebii Historia Ecclesiastica & Tripartita. erschienen bei Montanus & Neuber, Nürnberg 1554. (Digitalisat)
- Propositiones, in qvibvs vera de coena domini sententia, iuxta Confessionem Augustanam, adversus quorundam Sacramentariorum certamina adseritur, Ad disputandum in Academia Heydelbergensi, 3. & 4. Iunii, propositae. Anno 1560, ohne Orts- und Druckerangabe, 1560. (Digitalisat)
- Lazarus resvscitatvs. Das ist: Vom verstorbenen vnd wider aufferweckten Lazaro. Einfeltiger vnd kurtzer Vnterricht, wie man sich bey Krancken in Kranckheit vnd Sterben ahlten soll. Aus dem XI. Capitel dess Evangelisten Johannis gezogen vnd aussgelegt. Corthoys, Frankfurt 1572.
- Eine christliche Trostschrifft unnd Unterricht von den Kindlein, die da nit können zu der Tauff gebracht werden. Gerlach, Nürnberg 1575.